# 黃昏鱷
黃昏鱷（屬名：Hesperosuchus）是已滅絕爬行動物的一屬，只包含唯一種敏捷黃昏鱷（H. agilis）。這種動物成為恐龍腔骨龍的食物來源，出現在化石化的胃部裡。這種喙頭鱷類的化石在亞利桑那州、新墨西哥州的三疊紀诺利阶地層中發現。
黃昏鱷與獸腳亞目的腔骨龍生存於相同時代。腔骨龍曾經被認為會有同類相食的行為，曾經在成年腔骨龍的胃部發現疑似同類的化石，目前被認為可能是黃昏鱷的化石。